# James Shields (basebollspelare)
För andra betydelser, se James Shields.
James Anthony Shields, född den 20 december 1981 i Newhall i Kalifornien, är en amerikansk professionell basebollspelare som spelar för Chicago White Sox i Major League Baseball (MLB). Shields är högerhänt pitcher.

## Karriär

### Major League Baseball

#### Tampa Bay (Devil) Rays

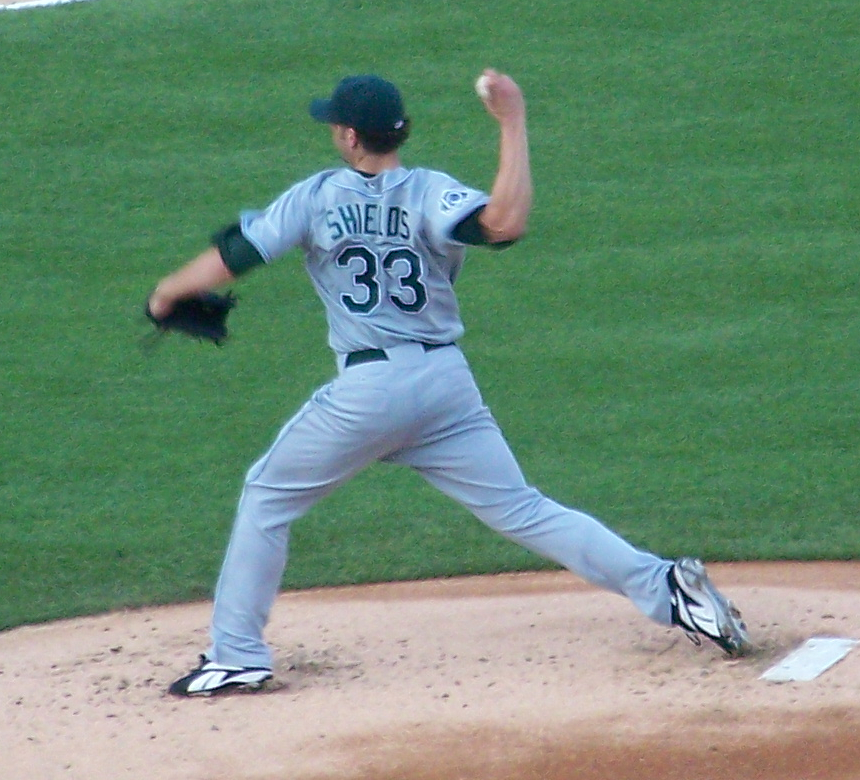
Shields i Tampa Bay Devil Rays dräkt 2007.

Shields draftades av Tampa Bay Devil Rays 2000 som 466:e spelare totalt och året efter gjorde han proffsdebut i Devil Rays farmarklubbssystem, där han tillbringade flera år innan han fick göra sin MLB-debut den 31 maj 2006.
Shields spelade för Tampa Bay till och med 2012. Under de sex hela säsonger han gjorde för klubben startade han aldrig färre än 31 matcher per säsong och hade aldrig färre än 203 innings pitched per säsong. Hans bästa år var 2011, då han vann 16 matcher och hade en earned run average (ERA) så låg som 2,82. Han var vidare bäst i American League med elva complete games och fyra shutouts. Den säsongen uttogs han till MLB:s all star-match och kom trea i omröstningen till Cy Young Award, priset till ligans bästa pitcher.
2008 spelade Shields i World Series, där han vann den enda match han startade men där Tampa Bay förlorade matchserien mot Philadelphia Phillies. Shields deltog i slutspelet för Tampa Bay även 2010 och 2011.
I december 2012 bytte Tampa Bay bort Shields till Kansas City Royals i en bytesaffär som innefattade flera andra spelare. Tampa Bay fick i utbyte bland andra Royals mest lovande unga spelare. Shields statistik under sin tid i Tampa Bay blev 87-73 (87 vinster och 73 förluster) med en ERA på 3,89 och 1 250 strikeouts på 218 matcher. När han lämnade klubben innehade han klubbrekorden avseende vinster, starter (217), innings pitched (1 454,2), strikeouts, complete games (19) och shutouts (åtta).

#### Kansas City Royals

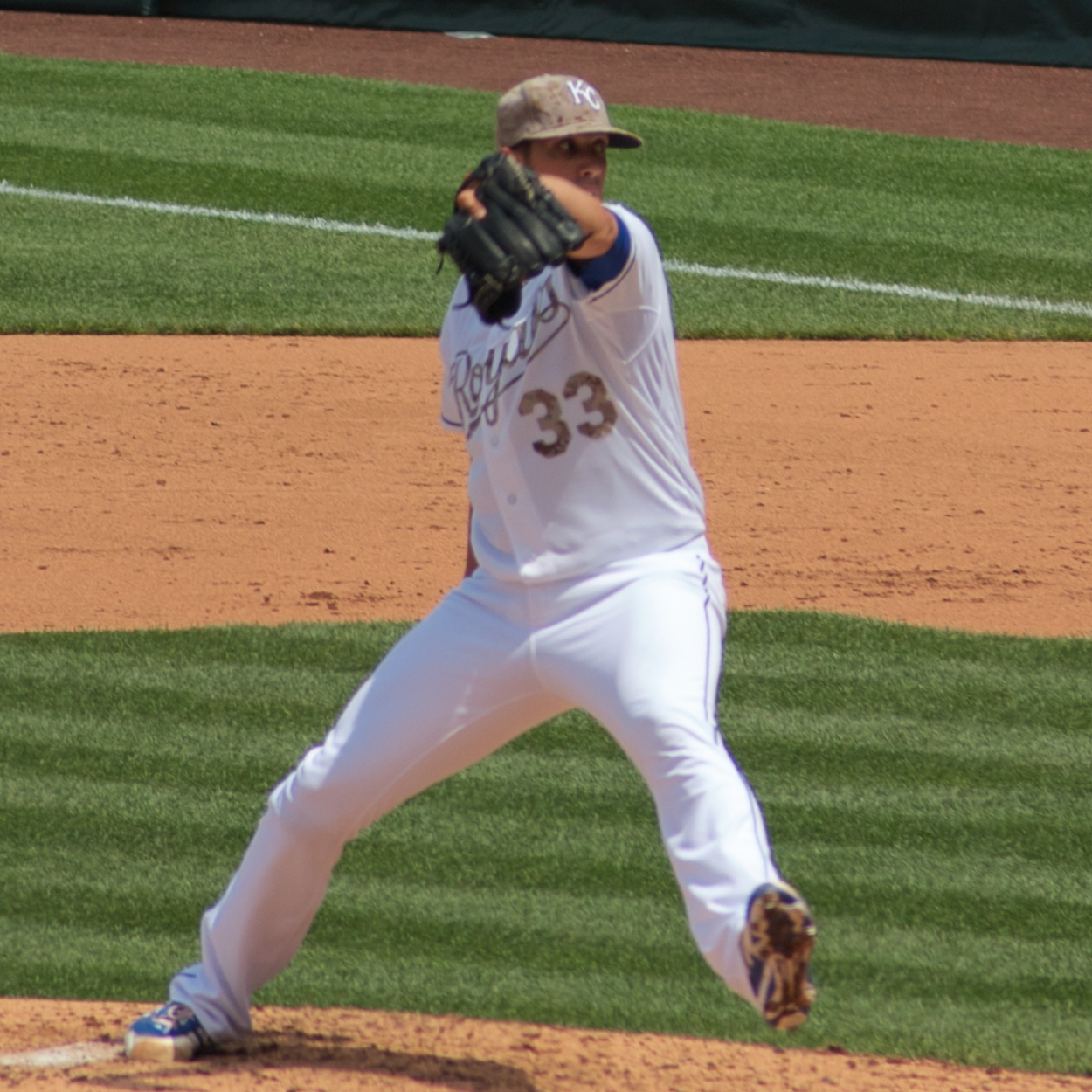
Shields i Kansas City Royals dräkt 2013.

2013 blev en lyckad säsong för Shields och för Royals, som spelade bättre än på många år och nästan lyckades ta sig till slutspel. Shields var 13-9 med en ERA på 3,15 och 196 strikeouts på 34 starter (228,2 innings pitched). Antalet starter och innings pitched var flest i American League. I den sista matchen nådde han milstolpen 100 vinster. Efter säsongen utnyttjade Royals sin möjlighet att förlänga kontraktet med Shields i ett år för 13,5 miljoner dollar.
2014 fick Shields för andra gången äran att starta Royals första match för säsongen och det var sjätte gången totalt i karriären. Den 13 maj nådde han milstolpen 1 500 strikeouts. Under grundserien var Shields 14-8 med en ERA på 3,21 på 34 starter och var en bidragande orsak till att Royals gick till slutspel för första gången sedan 1985. Hans 34 starter var delat flest i American League.
I första slutspelsomgången, American League Wild Card Game (ALWC) mot Oakland Athletics, fick han förtroendet att starta, men gjorde ingen toppmatch; på fem innings pitched tillät han fyra poäng. Royals vann dock matchen efter förlängning och gick vidare till American League Division Series (ALDS). Den matchserien vann Royals med 3-0 i matcher mot Los Angeles Angels of Anaheim, och Shields pitchade den tredje matchen där han tillät två poäng på sex innings pitched och utsågs till vinnande pitcher. I nästa omgång, American League Championship Series (ALCS) mot Baltimore Orioles, startade han första matchen och precis som i ALWC tillät han fyra poäng på fem inningar medan Royals vann efter förlängning. Royals avancerade till World Series mot San Francisco Giants, där Shields startade den första matchen. Han blev dock inte långvarig i matchen utan byttes ut redan i början av den fjärde inningen, vilket var den kortaste starten han gjort sedan 2008. På den korta tiden hann han tillåta fem poäng och sju hits och Royals förlorade matchen med 1-7. I hans nästa start, match fem, spelade han bättre och tillät bara två poäng på sex inningar, men Royals förlorade även den matchen, nu med 0-5. Till slut förlorade man matchserien med 3-4 i matcher. Efter säsongen erbjöds Shields ett nytt kontrakt av Royals värt 15,3 miljoner dollar, vilket han dock avböjde. Han blev därmed free agent.

#### San Diego Padres
I februari 2015, bara två veckor innan försäsongen skulle starta, skrev Shields på ett fyraårskontrakt med San Diego Padres som innefattade en möjlighet för klubben att förlänga kontraktet med ytterligare ett år. Kontraktet var värt cirka 75 miljoner dollar och det var det största kontraktet i Padres historia. Han fick äran att starta Padres första match för säsongen och det var sjunde gången i karriären som han startade sin klubbs första match. På de första 14 starterna för Padres var han 7-0 innan han förlorade sin första match för säsongen den 19 juni. Från och med den matchen var han dock bara 6-7 under resten av säsongen och totalt var han 13-7 med en ERA på 3,91 på 33 starter. Antalet starter var delat flest i National League.
Efter att ha inlett 2016 års säsong 2-7 med en ERA på 4,28 på elva starter bytte Padres bort honom till Chicago White Sox i utbyte mot två unga talanger.

#### Chicago White Sox
Shields första matcher för Chicago var inte bra; på de första 8,2 inningarna tillät han 21 earned runs och 25 hits. I juli gick det bättre, men i början av september var han 3-10 med en ERA på 7,50 på 17 starter för Chicago och totalt under säsongen 5-17 med en ERA på 6,05. Det framkom samtidigt att han hade besvärats av smärta i ryggen. Shields var under 2016 för White Sox 4-12 med en ERA på 6,77 på 22 starter och totalt för Padres och White Sox 6-19 med en ERA på 5,85 på 33 starter.
Efter bara tre starter 2017 hamnade Shields för första gången i karriären på skadelistan. Han besvärades av en muskelbristning i höger latissimus dorsi-muskel och det dröjde ända till mitten av juni innan han kunde göra comeback. Han nådde milstolpen 2 000 strikeouts några dagar senare som den 81:a pitchern i MLB:s historia.